# Nasim Pedrad
Nasim Pedrad, née le 18 novembre 1981 à Téhéran, est une actrice et humoriste irano-américaine.

## Biographie
Elle a notamment fait partie du casting du Saturday Night Live de 2009 à 2014.

## Filmographie

### Film
| Année | Titre                   | Rôle            | Notes         |
| ----- | ----------------------- | --------------- | ------------- |
| 2005  | The 73 Virgins          | Zahra           | court métrage |
| 2008  | A Thousand Words        | la photographe  | court métrage |
| 2011  | Sex Friends             | écrivaine       |               |
| 2012  | The Dictator            | Female GMW Host |               |
| 2012  | Le Lorax                |                 |               |
| 2013  | Moi, moche et méchant 2 | Jillian (voix)  |               |
| 2014  | Cooties                 | Rebekkah        |               |
| 2019  | Corporate Animals       | Suzy            |               |
| 2019  | Aladdin                 | Dalia           |               |
| 2020  | Desperados              | Wes             |               |

### Télévision
| Année     | Titre                                       | Rôle                               | Notes                                             |
| --------- | ------------------------------------------- | ---------------------------------- | ------------------------------------------------- |
| 2006      | Gilmore Girls                               | Serveuse                           | Épisode : Bridesmaids Revisited                   |
| 2007      | The Winner                                  | Serveuse                           | Épisode : What Happens in Albany, Stays in Albany |
| 2007–2009 | Urgence                                     | infirmière Suri                    | 9 épisodes                                        |
| 2009      | Philadelphia                                | Lucy                               | Épisode :The Waitress Is Getting Married          |
| 2009–2014 | Saturday Night Live                         | Elle-même, plusieurs rôles         | 108 épisodes                                      |
| 2009–2012 | Saturday Night Live Weekend Update Thursday | traductrice, femme , Kathy Griffin | 3 épisodes                                        |
| 2011      | Allen Gregory                               | Val, Brinique (voix)               | 7 épisodes                                        |
| 2013      | The Awesomes                                | voix diverses                      | 5 épisodes                                        |
| 2014      | TripTank                                    | voix diverses                      | 4 épisodes                                        |
| 2014–2015 | Mulaney                                     | Jane                               | 13 épisodes                                       |
| 2015-2018 | New Girl                                    | Aly Nelson                         | 28 épisodes                                       |
| 2015      | Scream Queens                               | Gigi Caldwell                      | 10 épisodes                                       |
| 2017      | People of Earth                             | Alex Foster                        | 10 épisodes                                       |
| 2017      | Big Mouth                                   | Fatima (voix)                      | épisode Les Filles aussi                          |
| 2017      | Larry et son nombril                        | Numa                               | épisode Foisted                                   |
| 2018      | Brooklyn Nine-Nine                          | Kate                               | épisode DFW                                       |